# Plotter

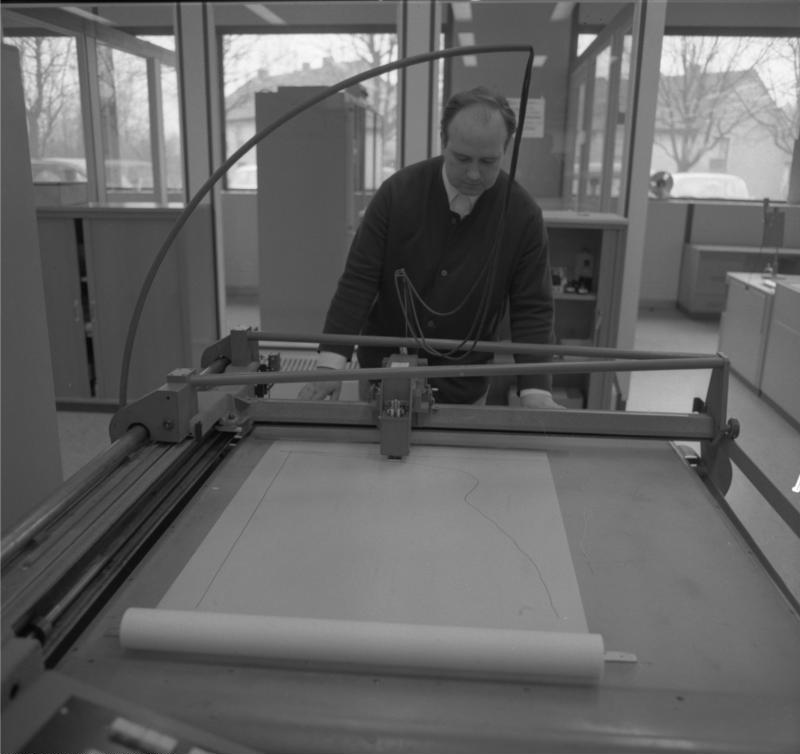
Plotter ở Đại học Kỹ thuật Aachen, 1970

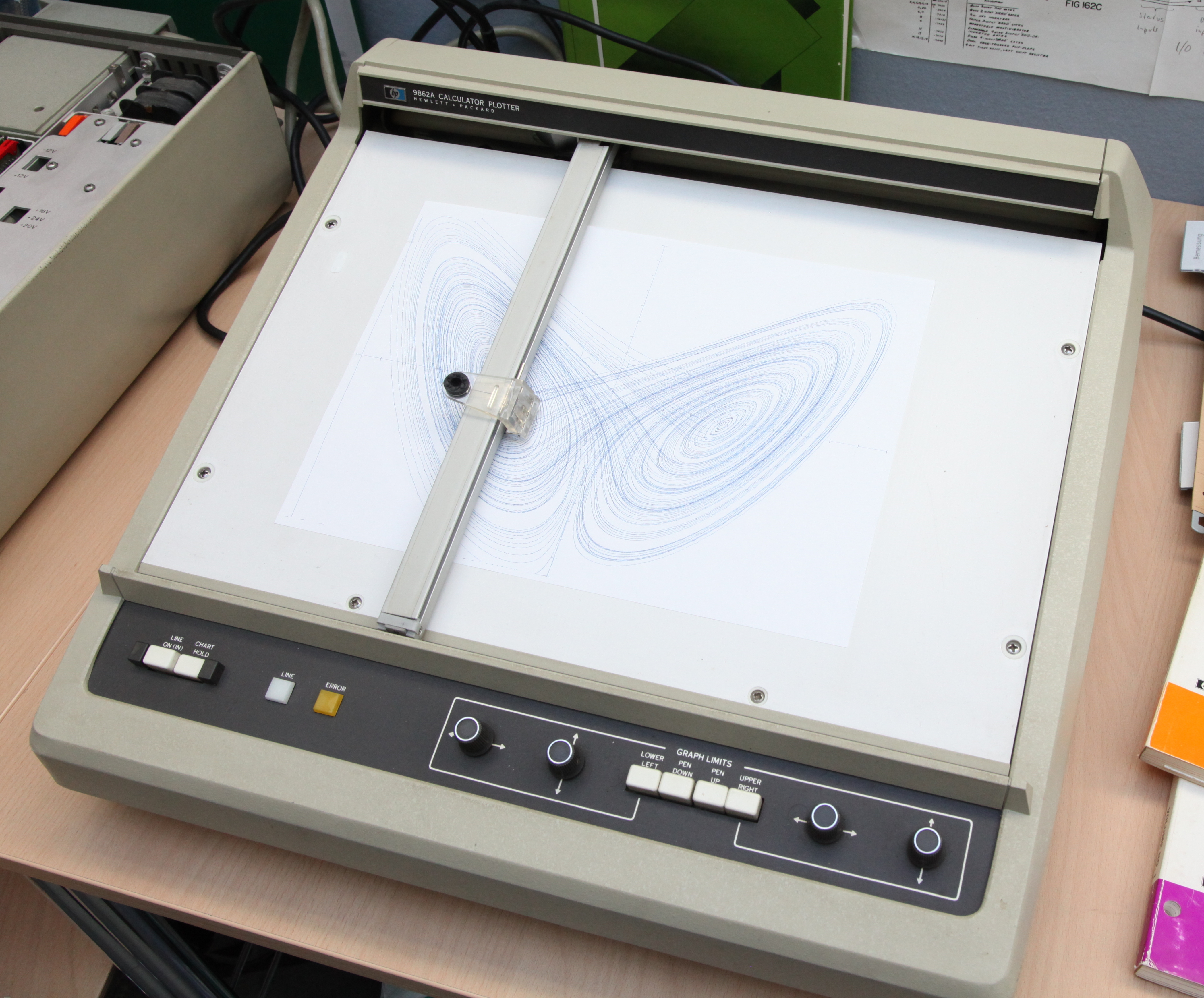
Hewlett-Packard 9862A Calculator Plotter.

Plotter hay máy vẽ là một máy in điện toán để in hoặc cắt đồ họa vector. Máy thực hiện vẽ hình ảnh trên giấy theo tọa độ bằng bút hoặc dao, nên còn gọi là máy vẽ XY (XY-writer).
Trước đây, plotter được sử dụng trong các ứng dụng như thiết kế hỗ trợ bằng máy tính (CAD) để in bản vẽ đồ họa. Do vào thời kỳ đầu của công nghệ điện toán việc chế các máy in thông thường như in kim, in laser, in phun có khổ in rộng còn khó khăn, nên máy vẽ hình ảnh bằng bút ra giấy là giải pháp duy nhất. Máy vẽ được sử dụng để in thiết kế của tàu bè, máy móc, các tòa nhà và những thứ tương tự như vậy. Sự chọn màu và di chuyển bút vẽ được điều khiển bằng "ngôn ngữ đồ họa", là các dòng lệnh ký tự ASCII.
Ngày nay các máy in thông thường đã in được các khổ rộng, nên nói chung plotter in mực để xuất bản vẽ không còn được sử dụng. Thay vào đó, còn các dạng là "máy vẽ tĩnh điện" (Electrostatic plotter), và "máy cắt" là plotter dùng dao hoặc tia laser để khắc hoặc cắt ra các hình vẽ theo điều khiển của máy tính .
Mặt khác, các máy in thông thường hiện nay cũng chấp nhận điều khiển bằng "ngôn ngữ đồ họa" của plotter, đảm bảo tương thích xuất được các bản vẽ ra máy in thường.

## Plotter bút mực
Plotter dùng bút mực là dạng plotter đầu tiên. Tiền thân của nó là máy vẽ đồ thị trong điện toán analog, thực hiện vẽ bằng bút mực ra các đường trên giấy có khổ định sẵn đặt trên bàn. Các plotter điện toán phát triển ra "ngôn ngữ đồ họa" điều khiển bút vẽ dịch chuyển theo đồ họa vector, trong đó mỗi từ khóa ứng với động tác vẽ các hình cơ bản. Chúng có thể được chia nhóm theo đặc trưng máy.
1. Số bút vẽ, gồm 1 bút hay đơn sắc, hay nhiều bút hay đa sắc với chỉ tiêu số bút (số màu).
2. Khổ giấy từ A4 đến A0.
3. Vẽ trên bàn giấy hay trống cuộn giấy (drum). Máy vẽ trống giấy cuộn cho phép vẽ bản vẽ dài.

Bút và mực sử dụng là bút dạ mực nước, bút mực can hoặc bút bi. Máy thực hiện "vẽ chữ" theo font cài sẵn, và chỉ có lượng fontchữ rất hạn chế và xấu.
Khi kỹ thuật in phun ra đời thì kỹ thuật này được áp dụng vào chế tạo các plotter khổ lớn, làm cho chúng thực chất là máy in bitmap nhưng có kiểu dáng công nghiệp của plotter, và lúc đầu vẫn được gọi là plotter.

## Plotter tĩnh điện
Plotter tĩnh điện sử dụng quy trình chuyển mực khô lên giấy bằng tĩnh điện, tương tự như trong các máy photocopy. Chúng hoạt động nhanh hơn plotter bút và chế tạo ở các cỡ giấy lớn, thích hợp cho việc vẽ lại bản vẽ kỹ thuật. Chất lượng hình ảnh thường không tốt như các plotter bút hiện đại. Plotter tĩnh điện được chế ở cả dạng bàn và dạng trống giấy cuộn (drum).

## Plotter cắt
Các plotter cắt sử dụng dao để cắt thành một mẩu vật liệu (như giấy, vải lụa hoặc vinyl) đặt nằm trên bề mặt bằng phẳng của máy. Nó được điều khiển bằng máy tính thông qua driver phù hợp để cắt theo decal. Các phần mềm có trách nhiệm gửi kích thước hoặc thiết kế cắt cần thiết để ra lệnh cho dao cắt tạo ra bản cắt đúng nhu cầu .
Hiện nay việc sử dụng máy cắt (thường gọi là máy cắt chết, die-cut machines) đã trở nên phổ biến với những người đam mê làm các sản phẩm thủ công giấy như làm thẻ và vở dán. Plotter cắt xuất ra các thẻ có hình dạng mong muốn một cách chính xác, và lặp lại hoàn toàn giống nhau.

## Plotter cắt laser
Plotter cắt laser là loại plotter cắt dùng tia laser thay cho dao cắt. Cắt laser làm việc với nhiều loại vật liệu, cho ra vết cắt mịn, và đầu laser có tuổi thọ cao. Phần lớn máy sử dụng laser CO2 , một số phiên bản thì dùng laser YAG (tức Nd:YAG, hồng ngọc ytri alumini pha tạp neodymi; Nd:Y3Al5O12) .